# Archeoastronomia
Astroarcheologia – studium poglądów, wierzeń, badań i praktyk astronomicznych w cywilizacjach starożytności. Polega na badaniu poziomu dawnej wiedzy astronomicznej na podstawie pozostałości materialnych. Zajmuje się wnioskowaniem na temat dawnej wiedzy astronomicznej na podstawie badania związanych z astronomią aspektów źródeł archeologicznych; łączy perspektywy właściwe archeologii i astronomii.